# Robin Campillo
Robin Campillo (Mohammedia, 16 agosto 1962) è un regista, sceneggiatore e montatore francese.

## Biografia
Nato in Marocco, è cresciuto ad Aix-en-Provence. Ha studiato a Parigi presso l'Institut des hautes études cinématographiques (IDHEC), la scuola del cinema francese, fondata nel 1943 dal regista Marcel L'Herbier.
Ha stretto con Laurent Cantet una lunga collaborazione. Per il registra francese ha montato Les Sanguinaires, un film per la televisione andato in onda su arte nel 1998 ed il lungometraggio Risorse umane (Ressources humaines), film vincitore del Premio César per la migliore opera prima alla 26ª cerimonia del 2001. Con Cantet ha scritto la sceneggiatura di A tempo pieno (L'Emploi du temps), film liberamente ispirato alla storia di Jean-Claude Romand che ha ottenuto la  nomination per la miglior sceneggiatura all'European Film Awards del 2001.
Ha esordito alla regia con il film fantastico Quelli che ritornano (Les Revenants), presentato nella sezione Orizzonti alla 61ª Mostra internazionale d'arte cinematografica di Venezia del 2004. Da questa pellicola è stata tratta la serie televisiva Les Revenants, creata da Fabrice Gobert e diffusa a partire dal 26 novembre 2012 sulla rete televisiva francese Canal+.
Nel 2005 si è occupato della sceneggiatura e della montatura di Verso il sud (Vers le sud ), presentato, in concorso, alla 62ª Mostra internazionale d'arte cinematografica di Venezia. La pellicola diretta da Cantet, ambientata negli anni settanta del XX secolo, descrive il viaggio ad Haiti di alcune donne mature in cerca delle prestazioni sessuali di alcuni prestanti e poveri ragazzi dell'isola.
Assieme a François Bégaudeau e Laurent Cantet ha scritto la sceneggiatura di La classe - Entre les murs (Entre les murs), film  diretto da Cantet, vincitore della Palma d'oro al 61º Festival di Cannes, del Premio Lumière per il miglior film del 2009 e dell'Independent Spirit Award per il miglior film straniero del 2009. Per questo lungometraggio ha vinto il premio César per il miglior adattamento e ha ottenuto una candidatura al Premio César per il miglior montaggio.
Nel 2013 ha diretto Eastern Boys, vincitore della sezione Orizzonti alla 70ª Mostra internazionale d'arte cinematografica di Venezia.
Partecipa al Festival di Cannes 2017 con il suo film 120 battiti al minuto, basato su eventi realmente accaduti inerenti all'azione degli attivisti di Act Up-Paris, dove vince il Grand Prix Speciale della Giuria e la Queer Palm.

## Filmografia

### Regista
- Quelli che ritornano (Les Revenants) (2004)
- Eastern Boys (2013)
- 120 battiti al minuto (120 battements par minute) (2017)
- Enzo (2025)

### Sceneggiatore
- A tempo pieno (L'Emploi du temps), regia di Laurent Cantet (2001)
- Quelli che ritornano (Les Revenants), regia di Robin Campillo (2004)
- Verso il sud (Vers le sud), regia di Laurent Cantet (2005)
- La classe - Entre les murs (Entre les murs), regia di Laurent Cantet (2008)
- Eastern Boys, regia di Robin Campillo (2013)
- 120 battiti al minuto (120 battements par minute), regia di Robin Campillo (2017)
- L'atelier, regia di Laurent Cantet (2017)
- La Ligne - La linea invisibile (La Ligne), regia di Ursula Meier (2022)
- Enzo, regia di Robin Campillo (2025)

### Montatore
- Les Sanguinaires, regia di Laurent Cantet - film TV (1997)
- Risorse umane (Ressources humaines), regia di Laurent Cantet (1999)
- A tempo pieno (L'Emploi du temps), regia di Laurent Cantet (2001)
- Qui a tué Bambi?, regia di Gilles Marchand (2003)
- Quelli che ritornano (Les Revenants), regia di Robin Campillo (2004)
- Verso il sud (Vers le sud), regia di Laurent Cantet (2005)
- La classe - Entre les murs (Entre les murs), regia di Laurent Cantet (2008)
- Eastern Boys, regia di Robin Campillo (2013)
- Ritorno a L'Avana (Retour à Ithaque), regia di Laurent Cantet (2014)
- 120 battiti al minuto (120 battements par minute), regia di Robin Campillo (2017)
- Enzo, regia di Robin Campillo (2025)

## Premi e riconoscimenti

### European Film Awards
- 2001 - Candidatura per la miglior sceneggiatura per A tempo pieno (L'Emploi du temps)

### Premio César
- 2009 - Premio César per il miglior adattamento per La classe - Entre les murs
- 2009 - Candidatura per il Premio César per il miglior montaggio per La classe - Entre les murs
- 2018 - Migliore sceneggiatura originale per 120 battiti al minuto (120 battements par minute)
- 2018 - Miglior montaggio per 120 battiti al minuto (120 battements par minute)
- 2018 - Candidatura per il Miglior regista per 120 battiti al minuto (120 battements par minute)

### Premio Lumière
- 2018 - Miglior regista per 120 battiti al minuto (120 battements par minute)
- 2018 - Migliore sceneggiatura per 120 battiti al minuto (120 battements par minute)